# Уртадо де Мендоса, Диего (адмирал Кастилии)
Диего Уртадо де Мендоса (исп. Diego Hurtado de Mendoza; 1367, Гвадалахара — июнь 1404, Гвадалахара) — кастильский дворянин, 10-й сеньор де Мендоса (1385—1404).

## Биография

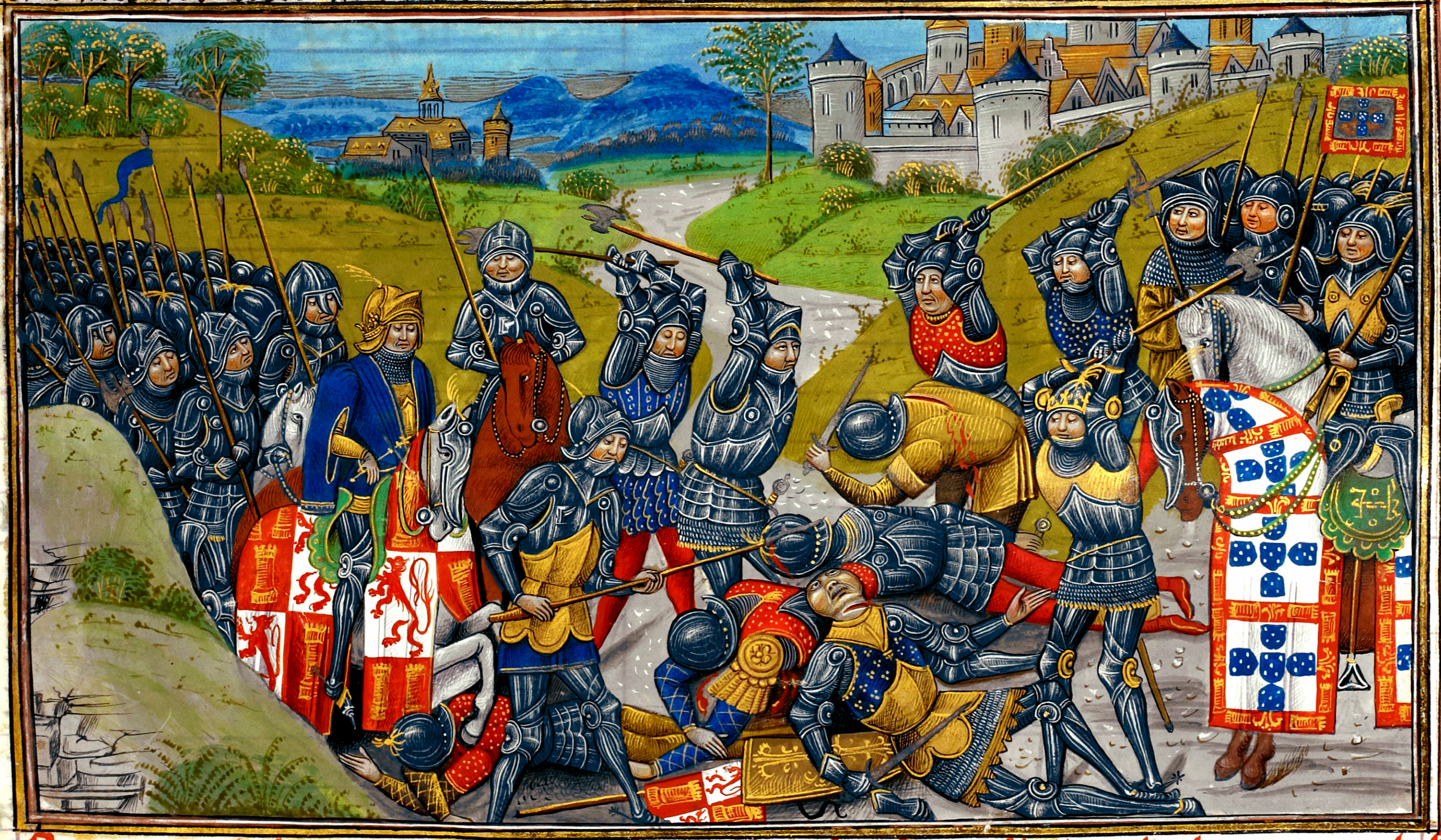
Сражение при Алжубарроте, 1385 год

Родился в 1367 году в Гвадалахаре. Второй сын Педро Гонсалеса де Мендосы (1340—1385) и Альдонсы Лопес де Айяла. Занимал должности главного адмирала и главного майордома (дворецкого) Кастилии.
В битве при Алжубарроте Диего Уртадо де Мендоса участвовал в качестве старшего альфереса и отвечал за погребение своего отца, погибшего в упомянутой битве 14 августа 1385 года, защищая короля Кастилии Хуана I. Под защитой своего дяди, министра иностранных дел Перо Лопеса де Айяла, Диего быстро завоевал авторитет при королевском дворе. Король Хуан пожаловал ему титул адмирала Кастилии, должность, которую он полностью развил в следующее правление короля Кастилии Энрике III, сражаясь против португальского флота за обладание Гибралтарским проливом.
В награду за эти и другие знаки лояльности король Энрике сделал несколько пожертвований и милостей, что имело отношение к передаче власти над городом Тендилла в 1395 году.

## Отношения и происхождение
Его сестра Агнес вышла замуж за Робера де Бракемона, что сделало их шуринами.
Когда он был еще ребенком, весной 1379 года его отец незадолго до своей смерти добился от короля Кастилии Энрике II, чтобы Диего женился на его незаконнорожденной дочери Марии Энрикес де Кастилья (? — 1388) и наделил этот брак властью над городами Алькарренья. Реаленго-де-Коголлудо и Лоранка-де-Тахунья, деревни Эль-Вадо, Кольменар и Эль-Кардосо в нынешней провинции Гвадалахара и половина Реал-де-Мансанарес. От этого брака родились:
- Альдонса де Мендоса (ок. 1385—1430), герцогиня Архона. Супруг с 1405 года Фадрике Энрикес де Кастилия (1388—1430)

После того, как его первая жена умерла, он заключил второй брак в 1387 году с Леонор де ла Вега (? — 1432), вдовой Хуана Теллеса де Кастилья II, сеньора Агилара де Кампу и дочери Гарси Лассо Руис де ла Вега и Менсиа де Сиснерос, которые предоставили виллу в качестве приданого Каррион-де-лос-Кондес и влиятельного сеньора Астуриас-де-Сантильяна. Они были родителями:
- Гарсия Лассо де ла Вега, который, согласно завещательному положению своего отца, должен был изменить свое имя на Хуан Уртадо де Мендоса
- Эльвира Лассо де Мендоса, замужем за Гомесом I Суаресом де Фигероа, 1-м сеньором Фериа, сыном Лоренцо I Суареса де Фигероа, магистром Ордена Сантьяго, родителями, среди прочего, Лоренцо II Суареса де Фигероа, 1-го графа Фериа.
- Иньиго Лопес де Мендоса, 1-й маркиз Сантильяна (1398—1458), также 1-й граф де Реал-де-Мансанарес, 11-й сеньор де Мендоса
- Уррака Лопес де Мендоса, вышла замуж за Альваро Гонсалеса Дуке
- Гонсало Руис де Мендоса, которому его бабушка Менсия де Сиснерос в своем завещании от 1380 года оставила поместья в земле Кампос, Вегу, сильный дом Веги и его вассалов. В 1432 году его мать Леонор уполномочила его, его брата Иньиго и сестру Эльвиру, чтобы они могли исполнить завещание от его имени.
- Тереза де ла Вега-и-Мендоса, муж — Альваро Каррильо де Альборнос.

У него была внебрачная дочь:
- Мария де Мендоса (ок. 1391 — после 1469), вышла замуж в Галисии за Родриго Альвареса де Кейрога из Туи, от которого у нее родился сын.

## Завещание
Адмирал составил завещание в Эль-Эспинаре (Сеговия) в апреле 1400 года, перед кампанией против португальцев. Некоторые из положений завещания были следующими: Его сын Гарсия должен был изменить свое имя на Хуана Уртадо, получив Иту, Буитраго, Реал де Мансанарес, дом Мендосы и другие братства и места в Алаве, Альендебро, Педресуэла, Сан-Агустин, Эль-Кольменар, Кольменар-де-ла-Сьерра, Эль-Кардосо, Эль-Вадо, Сомосьерра, Робрегордо, Алькобендас, третью часть Тамахона и главные дома в Гвадалахары и Мадриде, в дополнение к различным поместьям и собственности в разных местах; его дочь Альдонса де Мендоса (от первого брака) унаследует Когольюдо, Лоранку, колодец Портильо, поместье Торральба и все другие активы, которые король Энрике II дал ей в качестве приданого, а также Тендилья, Кобенья и другие поместья; другая дочь Тереза унаследовала город Сервера, а также земли в Ла-Пернии и Кампоо-де-Сусо; а Иньиго Лопесу — город Тордеумос со своими деревнями; и его двоюродному брату и любовнику Менсии де Айяла, город Барахас.
После смерти своего первенца, Гарсии или Хуана Уртадо, Диего предоставил кодицил в Гвадалахаре 5 мая 1404 года, установив, что все его имущество, за некоторыми исключениями, перейдет к его второму сыну Иньиго.
Вскоре после этого он умер в этом же городе. Его вдове пришлось судиться за права своего сына перед своей падчерицей Альдонсой и перед Альфонсо Энрикесом, которому Энрике III уступил титул адмирала, вопрос, который для Элеоноры всегда был узурпацией.